# Iwo-Jima-Blatthühnchenralle
Die Iwo-Jima-Blatthühnchenralle (Porzana cinerea brevipes), auch als Iwo-Jima-Weißbrauenralle bezeichnet,  ist eine ausgestorbene Unterart der Weißbrauenralle (Porzana cinerea), welche auch als Weißbrauensumpfhuhn oder Blatthünchenralle bekannt ist. Sie war auf Iwo Jima und Minami-Iwojima in den Ogasawara-Inseln endemisch. Ihre Validität gilt als umstritten.

## Merkmale
Die Iwo-Jima-Blatthühnchenralle erreichte eine Größe von 20 Zentimetern. Die Oberseite war braun mit einer schwarzen Fleckenzeichnung. Die Unterseite war grau. Die Flanken waren lederbraun verwaschen. Oberhalb und unterhalb eines Augenstreifens verliefen weiße Streifen. Die Federn des Unterrückens und des Bürzels zeigten eine schwarze Mitte und olivbraune Spitzen. Der Kopf war grau. Der Nacken war bräunlich verwaschen. Der Schnabel war gelboliv mit roter Basis. Die Iris war rot. Beine und Füße waren olivgelb. Die Geschlechter sahen gleich aus.

## Lebensraum
Die Iwo-Jima-Blatthühnchenralle bewohnte Grasland und Dickichte sowie Sümpfe und Süßwasserteiche.

## Lebensweise
Über ihre Lebensweise ist fast nichts bekannt. Vergleiche mit der Weißbrauenralle, die in sechs weiteren Unterarten von Malakka über Zentral-Polynesien bis Nordaustralien verbreitet ist, lassen die Vermutung zu, dass die Iwo-Jima-Blatthühnchenralle mit ihren langen Zehen gut an ein Laufen auf schwimmenden Blättern von Wasserpflanzen sowie an ein Klettern im Geäst von Mangroven angepasst war.

## Aussterben
Die Iwo-Jima-Blatthühnchenralle hatte ein stark eingeschränktes Verbreitungsgebiet und verschwand vermutlich infolge der Nachstellung durch Katzen und Ratten. Auch die Lebensraumveränderungen könnten zum Aussterben beigetragen haben. Nach Angaben der Wild Bird Society of Japan wurde die Iwo-Jima-Blatthühnchenralle zuletzt im Jahre 1911 gesammelt. Unbestätigte Sichtungen soll es in den Jahren 1924 und 1925 gegeben haben.